# Bùi Hiển
Bùi Hiển (22 tháng 11 năm 1919 – 11 tháng 3 năm 2009) là nhà văn Việt Nam. Ông nổi tiếng với thể loại truyện ngắn với tác phẩm Nằm vạ (1941) khi mới 22 tuổi, đồng thời có không ít bút ký thu hút người đọc và hàng nghìn trang sách dịch. Nhà văn là hội viên sáng lập, tham gia ba khóa Ban chấp hành, từng làm ủy viên Thường vụ, Thường trực và chủ tịch Hội đồng văn xuôi Hội Nhà văn Việt Nam.

## Tiểu sử
Bùi Hiển sinh ngày 22 tháng 11 năm 1919 ở làng Phú Nghĩa Hạ (nay thuộc xã Tiến Thủy, huyện Quỳnh Lưu, tỉnh Nghệ An).
Từ 13 đến 17 tuổi Bùi Hiển học ở trường Quốc học Vinh, có điều kiện tiếp xúc với văn hóa Pháp và tác phẩm của một số nhà văn nổi tiếng trong và ngoài nước. Trong đó ông thích nhất truyện ngắn của Guy de Maupassant (văn hào Pháp) và Nguyễn Công Hoan nhà văn Việt Nam đương thời.
Năm 1940 nhà văn Bùi Hiển có một số truyện ngắn đăng báo và năm 1941 cho ra tập truyện ngắn đầu tay Nằm vạ có tiếng vang trên văn đàn.
Từ tháng 8 năm 1945 đến những năm cuối thế kỷ XX, ông vừa viết văn, làm báo, dịch thuật và đảm nhiệm nhiều công việc của Hội Nhà văn Việt Nam.
Ông được tặng giải thưởng Nhà nước về Văn học và Nghệ thuật năm 2001 cho các tác phẩm: Tuyển tập Bùi Hiển, Bạn bè một thuở, Ánh mắt, Ngơ ngẩn mùa xuân.
Bùi Hiển mất ngày 11 tháng 3 năm 2009 tại Hà Nội, thọ 90 tuổi.
Năm 2022, ông được truy tặng giải thưởng Hồ Chí Minh về Văn học - Nghệ thuật cho các tác phẩm: Trong gió cát, Hoa và thép, Tâm tưởng.

## Một số tác phẩm tiêu biểu

### Truyện và ký
- Nằm vạ (truyện ngắn, 1940)
- Mạ đậu (truyện ngắn, 1940)
- Chiều sương (truyện ngắn, 1941)
- Thuốc độc (truyện ngắn,1941)
- Gặp gỡ (truyện, 1954),
- Ánh mắt (truyện, 1961)
- Trong gió cát (truyện ký, 1965)
- Đường lớn (truyện, 1966)
- Những tiếng hát hậu phương (truyện, 1970)
- Hoa và thép (truyện, 1972)
- Một cuộc đời (truyện, 1976)
- Ý nghĩ ban mai (truyện, 1980)
- Tâm tưởng (truyện, 1985)
- Tuyển tập Bùi Hiển (Tập I: 1987)
- Ngơ ngẩn mùa xuân (truyện, nhà xuất bản Đồng Nai, 1992)
- Hai mươi lăm truyện ngắn 1940 - 1995 (1996)
- Tuyển tập Bùi Hiển (Tập II: 1997)
- Hướng về đâu văn học (tiểu luận, 1996)
- 25 truyện ngắn 1940–1995 (1996),
- Bạn bè một thuở (tiểu luận, hồi ký, chân dung văn học, 1999),
- Cái bóng cọc (truyện, 2002)
- Bùi Hiển, tác phẩm và dư luận (2003);
- Tuyển truyện ngắn (2010).

### Truyện dịch
- Tuyển tập truyện ngắn, Antonov (dịch, 1956)
- Đội cận vệ thanh niên của Alexander Fadeev (dịch chung, 1960),
- Những người chết còn trẻ mãi, Anna Seghers (dịch chung, 1963)
- Những người yêu nữ thần biển, nhiều tác giả (dịch, 1993)
- Những truyện ngắn phương Đông, Marguerite Yourcenar (dịch, 1996)
- Bản di chúc Pháp, Andrei Makine (dịch, 1998)
- Những kẻ văn minh của CI.Farrère (1990)...
- Chợ Ta-sken (dịch, chưa biết)

## Nhận xét
- Trong Lược sử văn học Việt Nam, nhà nghiên cứu Thế Phong đã nhận định về truyện ngắn trước 1945 của Bùi Hiển như sau: Truyện ngắn trước tiền chiến của ông có tính cách địa phương, viết rặt hình ảnh quê hương nơi ông sinh trưởng, cho nên Vũ Ngọc Phan cho rằng đọc Nằm vạ của Bùi Hiển âm hưởng như Eugène Roy của Pháp, tả người dân quê miền Nantes, những nét đậm đà như Chateaubriand viết La Brière hoặc Joseph de Pesquidoux trong Chez nous sur la glèbe.[1]
- Nhà văn Thạch Lam: "Lối viết của ông giản dị và mạnh mẽ, thoáng qua một chút duyên kín đáo, và có nhiều nhận xét tinh vi. Đó là một bức tranh có giá trị về cảnh sinh hoạt trong làng xóm."
- Phó giáo sư Nguyễn Văn Long: "Bùi Hiển tiếp cận hiện thực với cách phát hiện riêng, không chói lòa rực rỡ, không phải bằng cảm hứng sử thi hào hùng mà ông ca ngợi phẩm chất con người trong mạch sống bền bỉ, âm thầm, luôn nhạy cảm trong cảnh ngộ éo le, nỗi đau oan trái. Ta thấy tác phẩm của ông dường như có vẻ lạc giọng theo dòng chính (âm hưởng anh hùng ca thời đại) mà theo mạch ngầm, theo âm trầm nốt lặng trong bản hợp ca hào hùng thời chiến tranh".
- Phó Giáo sư Bích Thu: "Một nhà văn sống lặng lẽ, khiêm nhường mà tác phẩm lại luôn nổi bật, luôn hiện diện song hành với thời gian và người đọc, văn ông "không chịu nghiêng theo độ dốc tuổi tác". Các truyện ngắn của ông từ thập niên bốn mươi đến những năm chín mươi của thế kỷ trước "văn không bị một nếp nhăn nào" hoặc nói như nhà văn Ma Văn Kháng: Vẫn là những truyện ngắn hay của ngày hôm nay, hiện đại, không hề xưa cũ".
- Nhà thơ Hữu Thỉnh: "Là một người am hiểu Hán học và Tây học, suốt đời gắn bó với nhân dân, nhà văn Bùi Hiển là tinh hoa của vùng đất giàu truyền thống yêu nước và hiếu học...đem hết tài năng và tâm huyết nhằm "đánh thức cái lương tri, thiên lương sẵn có ở mỗi con người".

Năm 1958, ông viết truyện ngắn Ngày công đầu tiên của cu Tí để cổ vũ cho phong trào hợp tác xã. Truyện ngắn này được sử dụng trong giáo trình văn học phổ thông tại miền Bắc và cả nước Việt Nam trong nhiều năm.